# 在ミャンマー中華人民共和国大使館
在ミャンマー中華人民共和国大使館（中国語: 中华人民共和国驻缅甸大使馆、ビルマ語: မြန်မာနိုင်ငံရှိတရုတ်ပြည်သူ့သမ္မတနိုင်ငံသံရုံး、英語: Embassy of the People’s Republic of China in Myanmar）、あるいは在ミャンマー中国大使館（中国語: 中国驻缅甸大使馆、ビルマ語: မြန်မာနိုင်ငံဆိုင်ရာတရုတ်သံရုံး、英語: Embassy of China in Myanmar）は、中華人民共和国がミャンマーの旧首都にして最大都市ヤンゴン（ラングーン）のダゴン郡区に設置している大使館である。
1950年6月8日、中華人民共和国がビルマ（後のミャンマー）と国交を樹立した。初代大使は姚仲明で、同年8月に着任している。

## 所在地
No.1, Pyidaungsu Yeiktha Road, Dagon Township, Yangon

## 大使
2019年6月18日より、陳海が特命全権大使を務めている。

## 2021年ミャンマークーデターを受けて

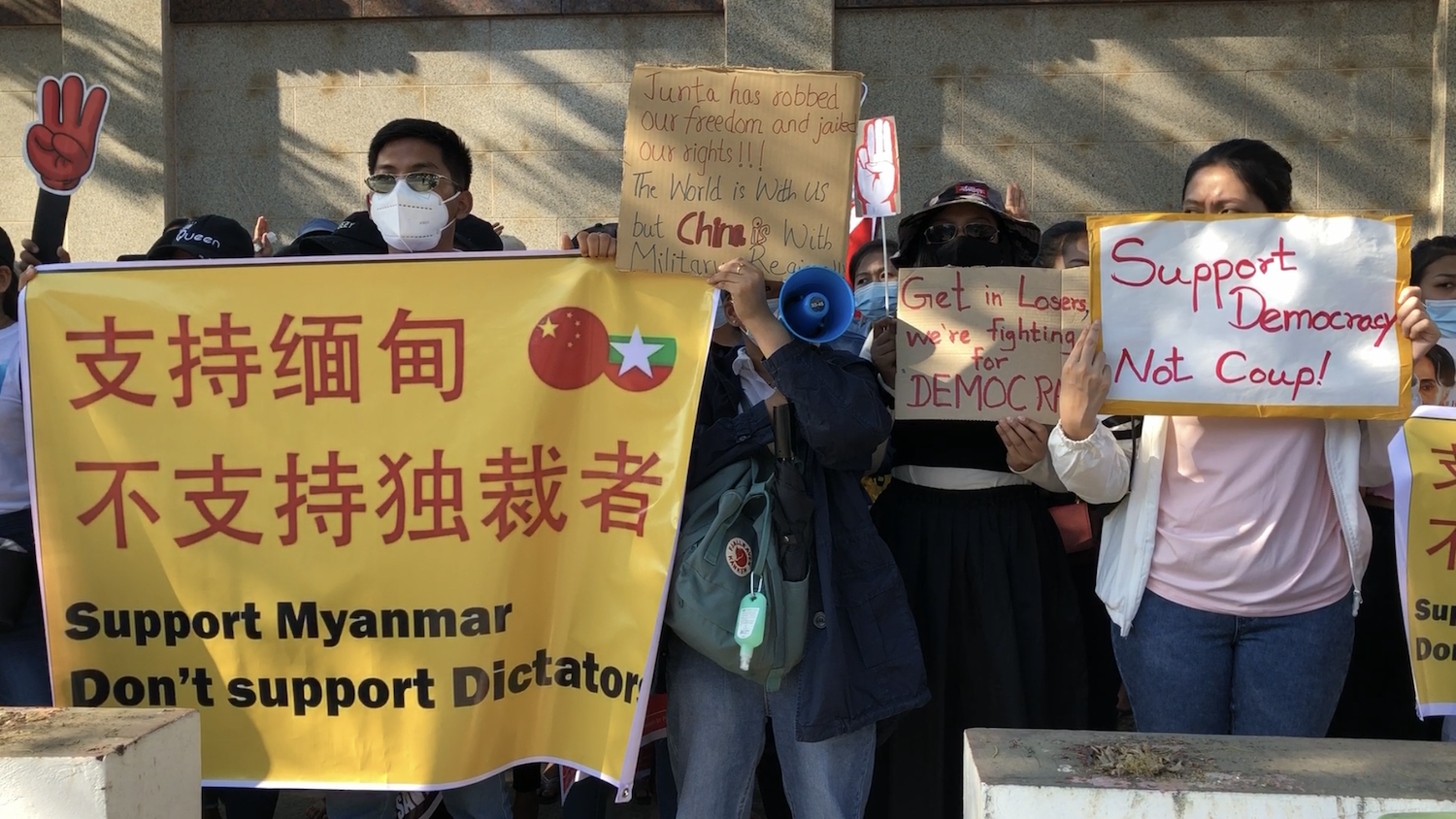
在ミャンマー中華人民共和国大使館の前で反クーデター抗議デモをする市民（2021年2月11日）

2021年2月1日、ミャンマー国軍がウィンミン大統領とアウンサンスーチー最高顧問を筆頭とする与党国民民主連盟（NLD）の幹部を一斉に逮捕した後、国権掌握を宣言して非常事態宣言を発出（2021年ミャンマークーデター）。同日、中華人民共和国外交部の汪文斌副報道局長は北京市で記者会見を開き、ミャンマーで起こった政変に対して殊更批難せず事実上クーデターを容認する姿勢を示した。2月11日、中国がクーデターを容認する姿勢を以て中国がミャンマー国軍を支援していると決め付けた数百人のデモ隊がヤンゴンの中国大使館前に集結し、「ミャンマーを支持せよ。独裁者を支持するな」と中国語と英語で書かれたプラカードを掲げて抗議した。
2021年2月15日、陳海大使が現地マスメディアのVoice、Eleven、7Day、ミャンマー・タイムズ、Frontierからの取材を受けて、翌16日に中国大使館側でもインタビュー内容を公開した。陳大使は、中国がNLDと国軍の両方と友好関係にあると前置きした上で、双方いずれにも肩入れせず対話を通して適切に問題に対処することを望み、記者からミャンマー市民が大使館前で抗議デモをしたことについて質問された際には、市民の要求を合理的なものであるとしつつも「私たちは全ての関係者が落ち着きと抑制を維持できるよう願っています」（中国語: 我们希望各方都能保持冷静克制、英語: We hope all parties could stay calm and restrained）と回答し、国軍やNLDだけでなく連日デモやストライキを展開する市民に対しても自制を求めた。